# Confine tra Guinea-Bissau e Senegal
Il confine tra la Guinea-Bissau e il Senegal ha una lunghezza di 341 km e va dall'Oceano Atlantico a ovest fino al triplice confine con la Guinea a est.

## Descrizione
Il confine inizia a ovest a Capo Roxo sulla costa atlantica, e procede via terra in direzione nord-est attraverso una serie di linee irregolari e diritte oltre il 12º parallelo nord; a 12° 40 N vira ad est e poi segue una linea retta fino al triplice confine guineano.

## Storia
Il Portogallo iniziò ad esplorare le aree costiere della moderna Guinea-Bissau a metà del 1400; Bissau fu fondata nel 1765 e divenne il centro del commercio portoghese di schiavi, oro e avorio lungo un'area vagamente definita lungo la costa, denominata Guinea portoghese. Anche la Francia si interessò alla regione, stabilendosi sulla costa del moderno Senegal nel XVII secolo; i francesi estesero gradualmente il loro dominio verso l'entroterra dalla metà del 1800 in poi.
Gli anni ottanta del XIX secolo videro un'intensa competizione tra le potenze europee per i territori in Africa attraverso un processo noto come Spartizione dell'Africa che culminò nella Conferenza di Berlino del 1884, in cui le nazioni europee interessate concordarono sulle rispettive rivendicazioni territoriali e sulle regole degli impegni futuri. Di conseguenza, il 12 maggio 1886 Francia e Portogallo firmarono un trattato che delimitava un confine tra le loro colonie dell'Africa occidentale (cioè il confine moderno Guinea-Bissau-Senegal e Guinea-Guinea-Bissau). Una commissione congiunta franco-portoghese delimitò il confine sul terreno durante il periodo 1900-05, contrassegnandolo con 184 pilastri numerati (i pilastri 58-184 coprivano il confine portoghese Guinea-Senegal). Questo confine finale fu poi approvato da uno scambio di note nel 1905-06.
Il Senegal ottenne l'indipendenza dalla Francia nel 1960, seguito dalla Guinea portoghese (come Guinea-Bissau) nel 1974 dopo una lunga guerra contro le forze portoghesi; il confine divenne internazionale tra due stati sovrani. La regione di confine è stata utilizzata da vari gruppi armati coinvolti nel conflitto di Casamance e nella guerra civile della Guinea-Bissau alla fine degli anni '90.

## Insediamenti vicino al confine

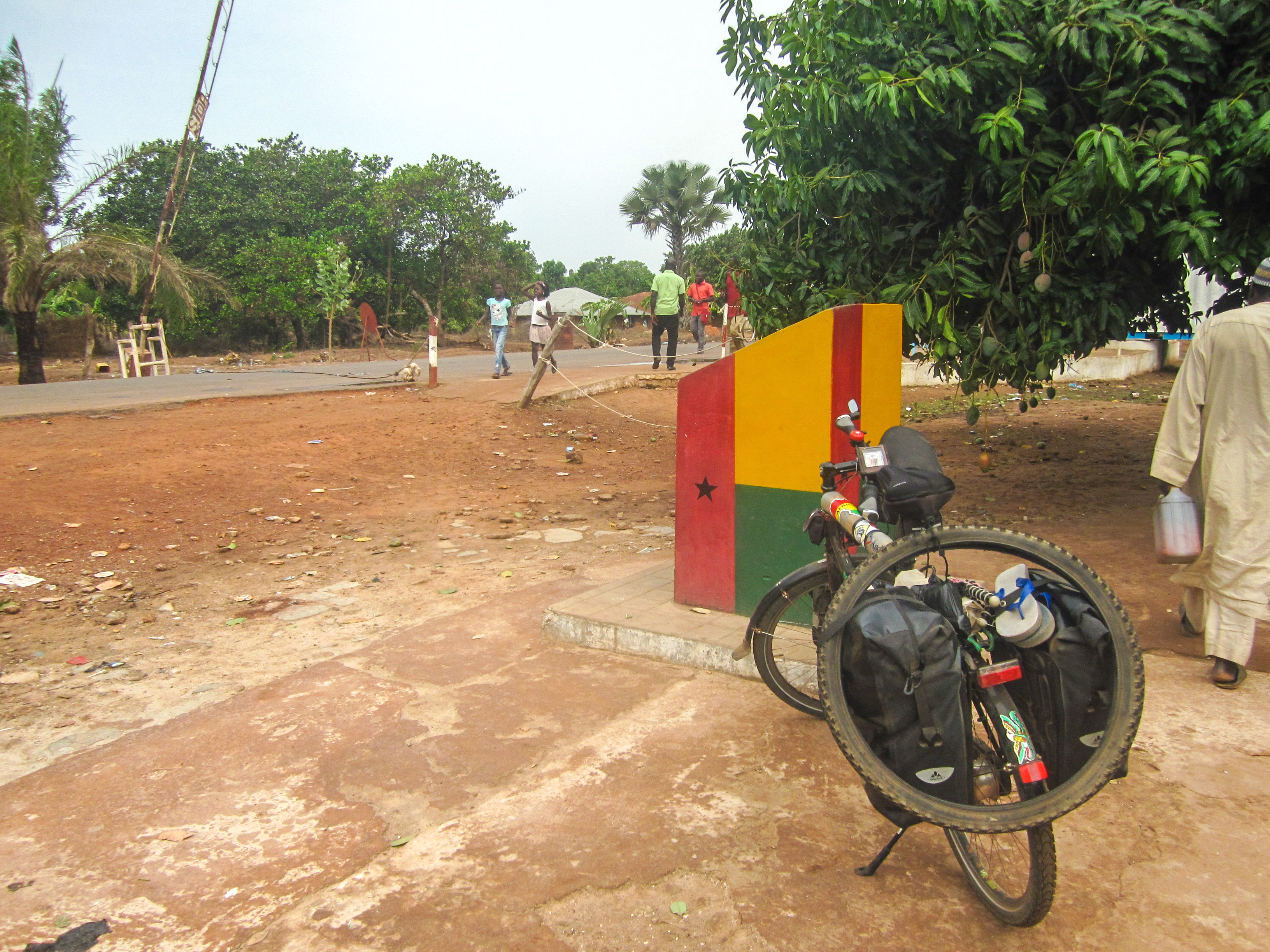
Attraversamento della frontiera

### Guinea-Bissau
- Varela
- Susana
- São Domingos
- Sedendal
- Ingore
- Barro
- Bigene
- Dungal
- Cuntima
- Cambaju
- Sare Bacar
- Pirada
- Cacheu

### Senegal
- Kabrousse
- Samine-Escale
- Mpack
- Tanaff
- Kamboua
- Salikenie
- Koumbakara